# 三天竺
三天竺—即古南天竺寺。是上天竺（法喜寺）、中天竺（法净寺）、下天竺（法镜寺）的总称，又称“三竺”。三天竺在浙江杭州天竺山和灵隐寺之间。

## 外部連結
- 杭州旅遊：三天竺（页面存档备份，存于）
- 杭州旅游指南：杭州人文景观 三天竺